# John Friedmann (Raumplaner)
John Friedmann (* 16. April 1926 als Hans Friedmann in Wien; † 11. Juni 2017 in Vancouver) war ein US-amerikanischer Stadt- und Regionalplaner österreichischer Herkunft. Wegen der zunehmenden Judenverfolgung in den 1930er-Jahren emigrierte er mit seinen Eltern in die Vereinigten Staaten, wo er 1944, im Alter von 18 Jahren, die Staatsbürgerschaft erhielt.

## Lebensweg
Friedmann promovierte 1955 an der Universität von Chicago in den Fächern Raumplanung, Wirtschaft und Geographie. Ab 1952 unterrichtete er an zahlreichen Universitäten auf der ganzen Welt, unter anderem vier Jahre am M.I.T. in Boston, sowie als Gastprofessor in Berkeley, Johannesburg, Taiwan u. a. Vorlesungen hielt er auch im deutschsprachigen Raum: am Max-Planck-Institut in Starnberg, an der Universität Dortmund sowie an der Wirtschaftsuniversität Wien. Seit 2001 unterrichtete er als Honorarprofessor (honorary professor) an der School of Community and Regional Planning der University of British Columbia. Zuvor war er an der Universität von Melbourne (Fakultät für Architektur, Building und Planning, 1999–2001) wissenschaftlich tätig. Bis 1999 war er immer wieder jahrelang an der University of California, Los Angeles an der Graduate School of Architecture and Urban Planning sowie der School of Public Policy and Social Research tätig. Friedmann war bis zu seinem Tod mit Leonie Sandercock verheiratet.
Die Päpstliche Katholische Universität von Chile, die Universität Dortmund und die York University verliehen ihm die Ehrendoktorwürde. 1975 erhielt er ein Guggenheim-Stipendium.
1986 veröffentlichte Friedmann gemeinsam mit Goetz Wolff die sieben Thesen umfassende Weltstadthypothese. Diese Arbeit war ein wesentlicher Beitrag zur Definition moderner Weltstädte und beinhaltete auch eine Liste der 30 damaligen Weltstädte.

## Bibliographie

### Publikationen
zur Urbanisierung und Entwicklungspolitik
- The Spatial Structure of Economic Development in the Tennessee Valley (Research Monograph).  Department of Geography, University of Chicago, 1955.
- Regional Development Policy: A Case Study of Venezuela. Cambridge:  MIT Press, 1966.
- Urbanization, Planning, and National Development.  Beverly Hills:  Sage Publications, 1973. Out of print.  Spanish translation (Mexico City:  Editorial Diana, 1976).
- The Urban Transition:  Comparative Studies of Newly Industrializing Societies.  London:  Edward Arnold, Ltd., 1976.  (With Robert Wulff).  Translated into Bahasa, Malaysia.
- Territory and Function:  The Evolution of Regional Planning.  London:  Edward Arnold, Ltd., and Berkeley, CA:  University of California Press, 1979.  (With Clyde Weaver).  Translated into Spanish (Madrid:  Instituto de Estudios de Administracion Local, 1981).
- Life Space and Economic Space:  Essays in Third World Planning.  New Brunswick, NJ: Transaction Books, 1988.
- Empowerment:  The Politics of Alternative Development.   Cambridge, Mass.: Basil Blackwell Publishers, 1992. Japanese edition, 1995. Portuguese edition by CELTA Editora, Lisboa, 1996.  Italian edition 2004, with  additional materials (“Empowerment verso Il ‘Potere di Tutti’”, edizione italiana a cura di Alberto L’Abate, Torre dei Nolfe [AQ]).
- The Prospect of Cities. Minneapolis: University of Minnesota Press, 2002.
- China’s Urban Transition. Minneapolis: University of Minnesota Press, 2005.

Raumplanung:
- Introduction to Democratic Planning.  Rio de Janeiro:  Getulio Vargas Foundation, 1959.  (In Portuguese).
- Venezuela: From Doctrine to Dialogue.  Syracuse:  Syracuse University Press, 1965.  Out of print.
- Retracking America:  A Theory of Transactive Planning.  Garden City:  Doubleday and Anchor Books, 1973.  An Urban Affairs Library Selection.  (Reissued with a new Preface, by Rodale Press, Emmaus, PA, 1981). Out of Print.
- The Good Society. M.I.T. Press, Cambridge, Mass. 1979. Paperback, 1982.
- Planning in the Public Domain:  From Knowledge to Action. Princeton University Press, 1987. Partially translated as Planificación en el Ambito Público, Madrid: MAP, 1991, revised and expanded, 2001. Italian translation:  Bari: Edizione Dedalo, 1993.
- Dialektik der Vernunft.  Ein Vortrag an der Universität Dortmund.  Dortmunder Beiträge zur Raumplanung  Nr. 55 Blaue Reihe.  IRPUD, 1991.

### Bücher
Folgende Bücher wurden von John Friedmann verfasst oder mitverfasst:
- William Alonso and John Friedmann, eds., Regional Development and Planning: A Reader. M.I.T. Press, Cambridge 1964. An Urban Affairs Library Selection.
- ”Regional Development and Planning,” special issue, Journal of the American Institute of Planners, May 1964.
- Chile:  Contribuciones a las Politicas Urbana, Regional y Habitacional.   Santiago, Chile:  Centro de Desarrollo Urbana y Regional, 1970.
- William Alonso and John Friedmann, eds., Regional Policy: Readings in Theory and Applications. Cambridge: The M.I.T. Press, 1975. A completely revised edition of the 1964 Reader (item 1). An Urban Affairs Library selection.
- Leland S. Burns and John Friedmann, eds., The Art of Planning: Selected Writings of Harvey S. Perloff, N.Y.:  Plenum Press, 1985.
- Mike Douglass and John Friedmann, eds., Transnational Capital and Urbanization on the Pacific Rim: Proceedings of a Conference, UCLA, Center for Pacific Rim Studies, 1987.
- John Friedmann and Haripriya Rangan, eds., In Defense of Livelihood: Comparative Studies on Environmental Action.  Hartford, Conn.: Kumarian Press, 1993.
- John Friedmann, Rebecca Abers and Lilian Autler, eds. Emergences:  Women's Struggles for Livelihood in Latin America.  UCLA, Center for Latin American Studies, 1995.
- Mike Douglass and John Friedmann, eds., Cities for Citizens: Planning and the Rise of Civil Society in a Global Age. Chichester, U.K.: John Wiley & Sons, 1998.
- John Friedmann, ed., Urban and Regional Governance in the Asia Pacific. Vancouver: Institute of Asian Research, UBC, 1999.
- John Friedmann, ed., “Urban Impacts and Responses of the Asian Economic Crisis.” Special issue of The Asian Geographer, 2000.
- Special issue of Urban Planning Overseas (in Chinese translation), October 2005 (vol. 20: 5) with an introduction by Zhang Tingwei. Seven selected essays by John Friedmann.